# Condado de Crockett (Texas)
El Condado de Crockett (Crockett County, en inglés) es uno de los 254 condados del estado estadounidense de Texas. La sede del condado es Ozona, al igual que su mayor ciudad. El condado tiene un área de 7.271 km² y una población de 4.099 habitantes, para una densidad de población de 0,6 hab/km² (según censo nacional de 2000). Este condado fue fundado en 1875.

## Demografía
Para el censo de 2000, había 4.099 personas, 1.524 cabezas de familia, y 1.114 familias residiendo en el condado. La densidad de población era de 2 habitantes por milla cuadrada.
La composición racial del condado era:
- 76.34% blancos
- 0.68% negros o negros americanos
- 0.59% nativos americanos
- 0.27% asiáticos
- 0.02% isleños
- 19.71% otras razas
- 2.39% de dos o más razas.

Había 1.524 cabezas de familia, de las cuales el 36.50% tenían menores de 18 años viviendo con ellas, el 60.30% eran parejas casadas viviendo juntas, el 9.30% eran mujeres cabeza de familia monoparental (sin cónyuge), y 26.90% no eran familias.
El tamaño promedio de una familia era de 3 miembros.
En el condado el 28.90% de la población tenía menos de 18 años, el 7.10% tenía de 18 a 24 años, el 26.40% tenía de 25 a 44, el 24.70% de 45 a 64, y el 12.90% eran mayores de 65 años. La edad promedio era de 37 años. Por cada 100 mujeres había 98.20 hombres. Por cada 100 mujeres mayores de 18 años había 97.60 hombres.

## Economía
Los ingresos medios de una cabeza de familia del condado eran de USD$29.355 y el ingreso medio familiar era $34.653. Los hombres tenían unos ingresos medios de $29.925 frente a $14.695 de las mujeres. El ingreso per cápita del condado ara de $14.414. El 14.90% de las familias y el 19.40% de la población estaban debajo de la línea de pobreza. Del total de gente en esta situación, 24.30% tenían menos de 18 y el 18.20% tenían 65 años o más.

## Geografía
Crockett limita con Upton y Reagan por el norte, Irion al noreste, Shleicher y Sutton al este, Val Verde al sur, Terrell al sudoeste, Pecos, al oeste, y Crane al noroeste.